# Aleksandr Chłoponin
Aleksandr Giennadijewicz Chłoponin (ros. Александр Геннадиевич Хлопонин; ur. 6 marca 1965 w Kolombo) – rosyjski polityk, wicepremier Rosji.
W latach 1996–2001 był dyrektorem generalnym przedsiębiorstwa „Norylski nikiel” (ros. РАО «Норильский никель»), następnie pełnił funkcję gubernatora Tajmyrskiego (Dołgańsko-Nienieckiego) Okręgu Autonomicznego (do 2002) i Kraju Krasnojarskiego.
19 stycznia 2010 został powołany na funkcję wicepremiera Rosji – pełnomocnego przedstawiciela prezydenta Federacji Rosyjskiej w Północnokaukaskim Okręgu Federalnym